# Ацетат железа(II)
Ацетат железа(II) — соль железа и уксусной кислоты. Химическая формула — (CH3COO)2Fe.

## Физические свойства
Буровато-красные кристаллы, растворимые в воде.

## Получение
Ацетат железа можно получить, действуя уксусной кислотой на гидроксид железа(II):
{\displaystyle {\mathsf {Fe(OH)_{2}+2CH_{3}COOH=(CH_{3}COO)_{2}Fe+2H_{2}O}}}
действуя уксусной кислотой на карбонат железа(II) :
{\displaystyle {\mathsf {FeCO_{3}+2CH_{3}COOH=(CH_{3}COO)_{2}Fe+H_{2}O+CO_{2}\uparrow }}}
действуя уксусной кислотой на сульфид железа(II):
{\displaystyle {\mathsf {FeS+CH_{3}COOH=(CH_{3}COO)_{2}Fe+H_{2}S\uparrow }}}
Также его можно получить растворением мелкодисперсного порошка железа в уксусной кислоте:
{\displaystyle {\mathsf {Fe+2CH_{3}COOH=(CH_{3}COO)_{2}Fe+H_{2}\uparrow }}}
Есть мнение, что существует и такой способ получения:
{\displaystyle {\mathsf {2FeSO_{4}+4NaHCO_{3}\longrightarrow Fe_{2}CO_{3}(OH)_{2}\downarrow +2Na_{2}SO_{4}+3CO_{2}\uparrow +H_{2}O}}}
{\displaystyle {\mathsf {Fe_{2}CO_{3}(OH)_{2}+4CH_{3}COOH\longrightarrow 2(CH_{3}COO)_{2}Fe+CO_{2}\uparrow +3H_{2}O}}}